# Vérignon
Vérignon is een gemeente in het Franse departement Var (regio Provence-Alpes-Côte d'Azur) en telt 13 inwoners (2005). De plaats maakt deel uit van het arrondissement Brignoles.

## Geografie
De oppervlakte van Vérignon bedraagt 26,0 km², de bevolkingsdichtheid is dus 0,5 inwoners per km².
De onderstaande kaart toont de ligging van Vérignon met de belangrijkste infrastructuur en aangrenzende gemeenten.

## Demografie
Onderstaande figuur toont het verloop van het inwonertal (bron: INSEE-tellingen).